# All Out (2022)
All Out (2022) est un Pay-per-view de catch (lutte professionnelle) produit par la promotion américaine All Elite Wrestling (AEW). Il s'agit de la quatrième édition de All Out qui a eu lieu le 4 septembre 2022 au Now Arena de Hoffman Estates, dans l'Illinois.

## Contexte
Les spectacles de la All Elite Wrestling (AEW) sont constitués de matchs aux résultats prédéterminés par les scénaristes de la AEW. Ces rencontres sont justifiées par des storylines – une rivalité entre catcheurs, la plupart du temps – ou par des qualifications survenues dans les shows de la AEW. Tous les catcheurs possèdent un gimmick, c'est-à-dire qu'ils incarnent un personnage gentil (Face) ou méchant (Heel), qui évolue au fil des rencontres. Un événement comme All Out est donc un événement tournant pour les différentes storylines en cours.

## Tableau des matchs
| Ordre par numéros | Résultat | Stipulation(s)                                                                         | Temps |
| --- | --- | -------------------------------------------------------------------------------------- | ----- |
| 1P | Sammy Guevara et Tay Melo (c) battent Ortiz et Ruby Soho                                                                        | Mixed Tag Team match pour les AAA Mixed Tag Team Championship                          | 6:00  |
| 2P | PAC (c) bat Kip Sabian | Match simple pour le AEW All-Atlantic Championship                                     | 3:55  |
| 3P | HOOK (c) bat Angelo Parker par soumission                                                                                       | Match simple pour le ECW FTW Heavyweight Championship                                  | 12:25 |
| 4P | Eddie Kingston bat Tomohiro Ishii                                                                                               | Match simple                                                                           | 13:25 |
| 5 | Joker (MJF) bat Andrade El Idolo, Claudio Castagnoli, Dante Martin, Penta Oscuro, Rey Fenix, Rush et Wheeler Yuta               | Casino Ladder match                                                                    | 14:15 |
| 6 | The Elite (Kenny Omega et les Young Bucks) battent The Dark Order (Alex Reynolds et John Silver) et "Hangman" Adam Page         | Trios match - Finale du tournoi pour déterminer les premiers AEW World Trios Champions | 19:50 |
| 7 | Jade Cargill (c) bat Athena | Match simple pour le AEW TBS Championship                                              | 4:20  |
| 8 | Wardlow et FTR (Cash Wheeler et Dax Harwood) battent Jay Lethal et The Motor City Machine Guns (Chris Sabin et Alex Shelley)    | Trios match                                                                            | 16:30 |
| 9 | Powerhouse Hobbs bat Ricky Starks                                                                                               | Match simple                                                                           | 5:05  |
| 10 | Swerve In Our Glory (Keith Lee et Swerve Strickland) (c) battent The Acclaimed (Anthony Bowens et Max Caster) (avec Billy Gunn) | Tag Team match pour les AEW World Tag Team Championship                                | 22:30 |
| 11 | Toni Storm bat Dr. Britt Baker, D.M.D., Jamie Hayter et Hikaru Shida                                                            | Fatal 4-Way match pour le AEW Women's World Championship par intérim                   | 14:20 |
| 12 | Christian Cage (avec Luchasaurus) bat "Jungle Boy" Jack Perry                                                                   | Match simple                                                                           | 0:20  |
| 13 | Chris Jericho bat Bryan Danielson                                                                                               | Match simple                                                                           | 23:40 |
| 14 | Darby Allin, Sting et Miro battent House of Black (Malakai Black, Brody King et Buddy Matthews) (avec Julia Hart)               | Trios match                                                                            | 12:10 |
| 15 | CM Punk bat Jon Moxley (c) | Match simple pour le AEW World Championship                                            | 19:55 |
| La lettre C placée entre parenthèses désigne la personne ou l’équipe championne en titre. P – indique que le match a eu lieu lors du pré-show | |                                                                                        |       |